# Florentin Dăncuș-Bilțiu
Florentin Dăncuș-Bilțiu (n. ?, Ieud, jud. Maramureș – d. 1950, Oradea) a fost un delagat în Marea Adunare Națională de la Alba Iulia

## Biografie
A urmat studiile la Școala normală de învățători la Sighet, iar apoi Școala de notari. A fost învățător în satul natal până în 1918, după care a practicat meseria de notar la centrul de plasă la Ocna Șugatag. Ulterior, Florentin Dăncuș-Bilțiu a fost numit comandantul gărzilor noționale din comitatul Maramureș, ca ofițer cu gradul de locotenent.

## Recunoașteri
A primit decorația „Steaua României”.